# Wierzbno (województwo zachodniopomorskie)

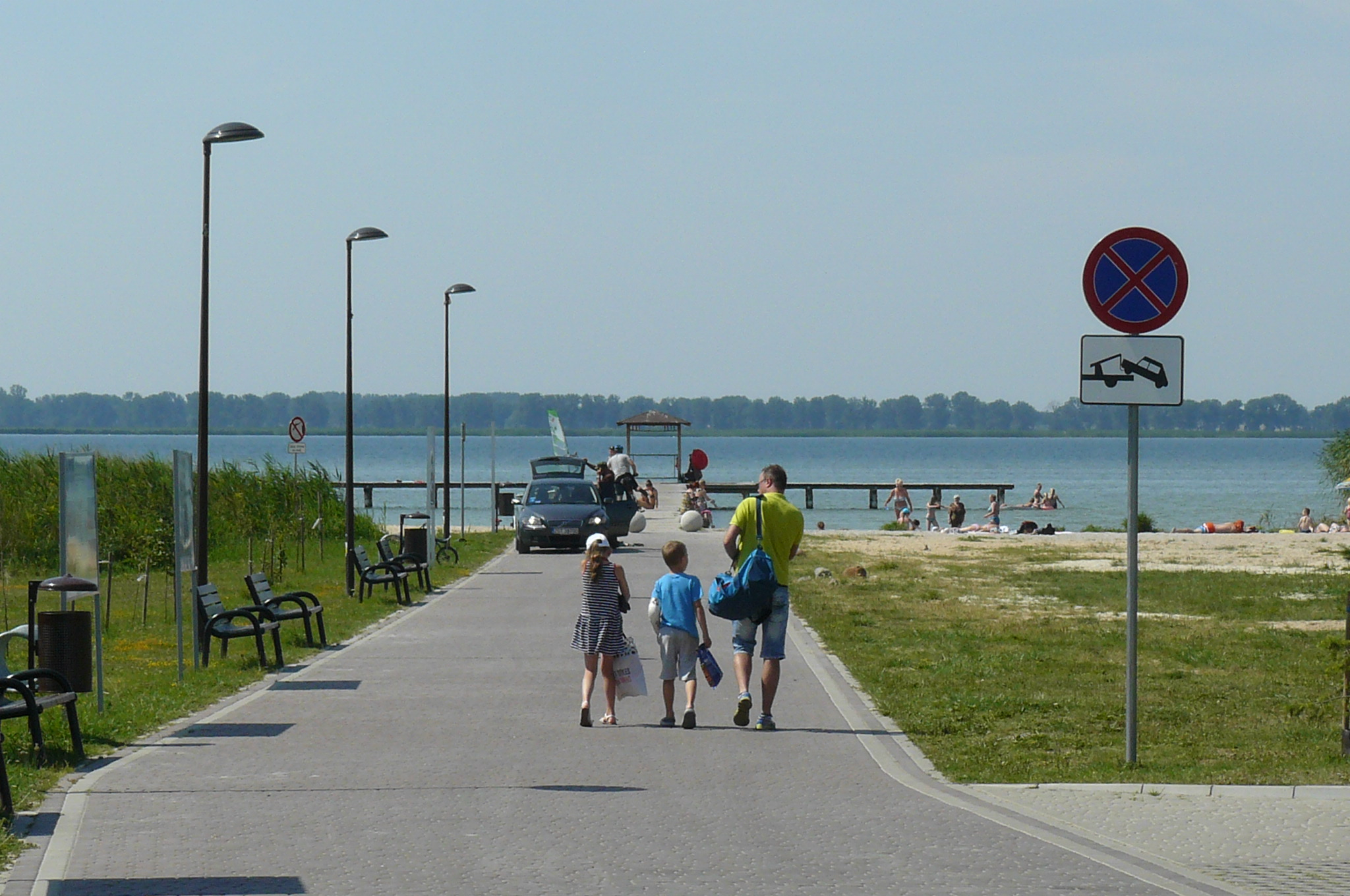
Plaża nad Miedwiem w Wierzbnie

Wierzbno (niem. Werben) – wieś (dawniej miasto) w Polsce położona w województwie zachodniopomorskim, w powiecie pyrzyckim, w gminie Warnice, położona przy południowo-wschodnim brzegu jeziora Miedwie. 
Wierzbno uzyskało lokację miejską przed 1321 rokiem, zdegradowane po 1750 roku.

## Historia

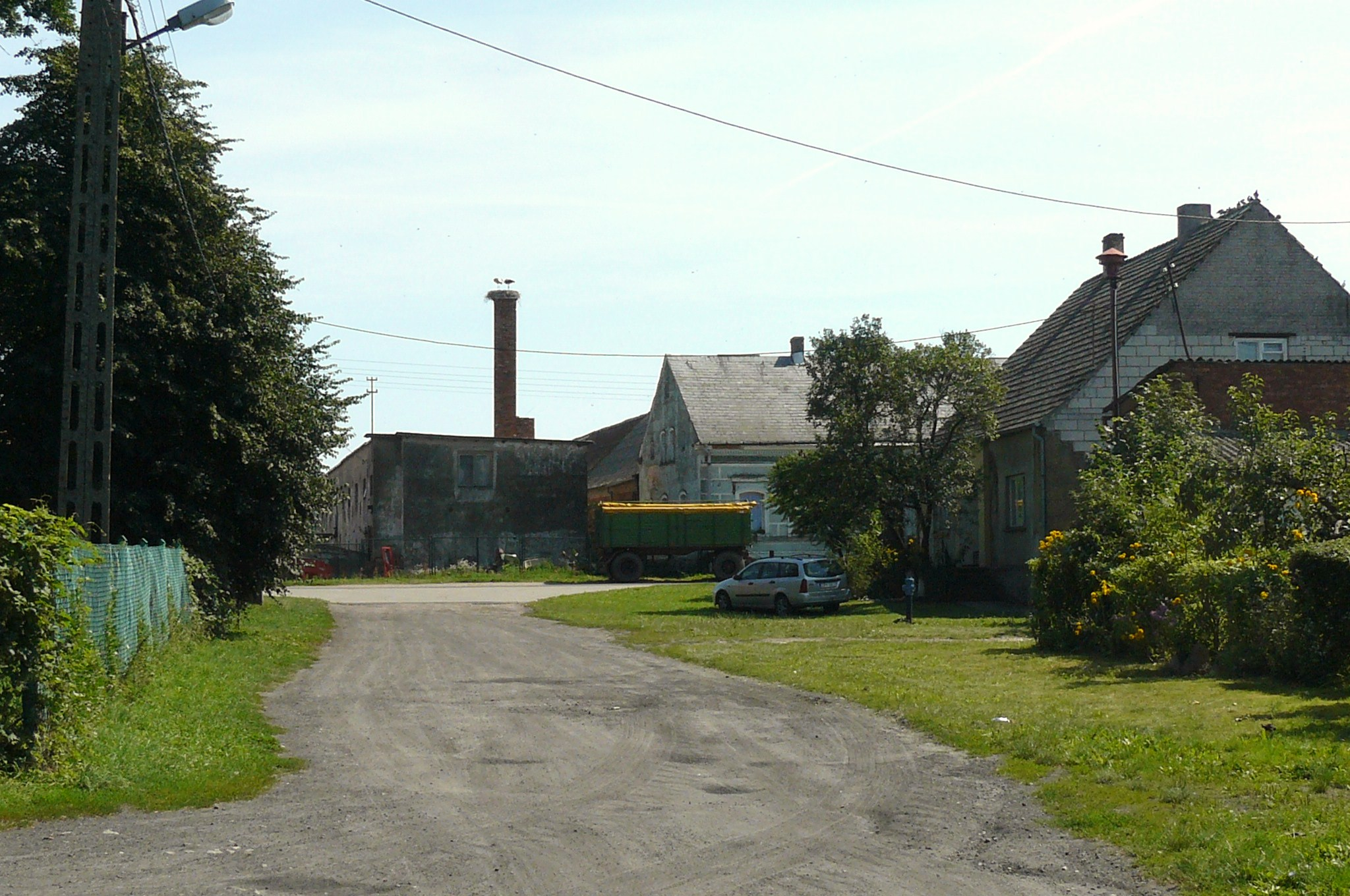
Fragment dawnego rynku

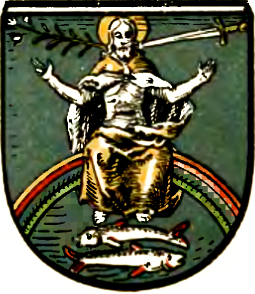
Dawny herb Wierzbna

Zalążkiem dzisiejszego Wierzbna była stara osada Grędziec. Osada leżała na pograniczu posiadłości biskupów kamieńskich i cystersów kołbackich, co było przyczyną częstych sporów granicznych. Zapewne z tego powodu w połowie XIII wieku Grędziec, należący od 1236 roku do biskupów kamieńskich został opuszczony (ostatnia wzmianka o nim pochodzi z 1248 r.).
W jego miejsce pojawia się od 1262 roku Wierzbno, w którym istniał już w tym czasie dwór biskupi, często odwiedzany przez ordynariusza diecezji kamieńskiej. Przy dworze powstała osada wymieniana w 1266, która uzyskała prawa miejskie zapewne w XIII w. potwierdzone przez Barnima IX w 1564 roku. W 1321 roku Wierzbno kupili cystersi z Kołbacza i założyli tu wielki folwark. W 1478 roku miasto zostało spustoszone przez wojska brandenburskie, a w czasie wojny trzydziestoletniej przez wojska szwedzkie i austriackie. W 1780 roku strawił je niemal doszczętnie wielki pożar. Klęski te, oraz zmiana przebiegu szlaków handlowych przyczyniły się do upadku Wierzbna, które w końcu XVIII w. pozbawione zostało praw miejskich. Zachował się tu miejski plac zabawowy z okresu świetności Wierzbna (dawny rynek). 
W latach 1945–54 siedziba gminy Wierzbno. W latach 1975–1998 miejscowość należała administracyjnie do województwa szczecińskiego.

## Kościół
W południowo-zachodniej części dawnego rynku stoi późnogotycki kościół św. Józefa.